# Allan Whitwell
Allan Whitwell (ur. 5 maja 1954 w Yorku) – brytyjski wioślarz, srebrny medalista igrzysk olimpijskich i dwukrotny medalista mistrzostw świata.

## Kariera
Wystąpił na igrzyskach olimpijskich w Montrealu w 1976, zajmując dziewiąte miejsce w czwórkach podwójnych. Na rozgrywanych cztery lata później igrzyskach olimpijskich w Moskwie osada Wielkiej Brytanii w składzie: Duncan McDougall, Allan Whitwell, Henry Clay, Chris Mahoney, Andrew Justice, John Pritchard, Malcolm McGowan, Richard Stanhope i Colin Moynihan (sternik) zdobyła srebrny medal w ósemkach. W finale uplasowali się o 2,87 sekundy za osadą NRD i o 0,74 sekundy przed osadą ZSRR. Brał też udział w igrzyskach olimpijskich w Los Angeles w 1984, gdzie w tej samej konkurencji zajął piąte miejsce. 
Ponadto wspólnie z Carlem Smithem zdobył złoto w dwójkach podwójnych wagi lekkiej na mistrzostwach świata w Nottingham (1986) oraz srebro na mistrzostwach świata w Kopenhadze (1987). 
Zdobył również brązowy medal w dwójkach podwójnych na igrzyskach Wspólnoty Narodów w Edynburgu (1986). 